# دايفيد هيل
دايفيد هيل (بالإنجليزية: David Hill) (و. 1840 – 1896 م) هو مبشر، من المملكة المتحدة لبريطانيا العظمى وإيرلندا، ولد في إنجلترا، توفي عن عمر يناهز 56 عاماً.